# 笹戸町
笹戸町（ささどちょう）は、愛知県豊田市の地名。

## 地理
豊田市の北東部にあり、矢作川が大きく湾曲するところの左岸に沿っている。町域の中央部には矢作川支流である大坪川が流れる。旭地区（旧東加茂郡旭町の町域にほぼ相当する）に属する。北で平畑町、北東で有間町、東で大坪町、南で東萩平町、南西で市平町、西で簗平町と隣接する。
人家は主として矢作川河岸の段丘上もしくは山麓の傾斜地に散在している。
産業は農林業が中心である。また、奥矢作温泉郷のひとつである笹戸温泉があり、1965年（昭和40年）に笹戸橋が完成した後は、温泉観光地としても発展している。

## 歴史

### 沿革
- 江戸期- 寛永期の『三河国村々高附』においては「加茂郡篠戸村」、天保期の郷帳においても「加茂郡篠戸村」という表記が見受けられる[5]。
- 1635年（寛永12年）当時- 栗原藩領であった[6]。
- 1638年（寛永15年）- 栗原藩が廃絶。以後、篠戸村では領主の激しい交代が行われたという[6]。また、幕府の直轄地になったとも言われる[4]。
- 1681年（天和元年）- 旗本本多忠周の知行地となる[6]。
- 1871年（明治4年）- 大区小区制施行により、篠戸村は第4大区第8小区に所属する[5]。
- 1878年（明治11年）- 郡区町村編制法施行により、加茂郡が東加茂郡と西加茂郡に分割される。これに伴い、篠戸村の所属が加茂郡から東加茂郡に変更される[4]。
- 1884年（明治17年）7月- 戸長役場設置に伴い、篠戸村、有間村、池島村、市平村、大坪村、菊田村、榊野村、杉本村、東萩平村、万根村の10村が同組に組み込まれる[7]。
- 1889年（明治22年）10月1日- 市町村制施行により、篠戸村、有間村、池島村、市平村、大坪村、押井村、菊田村、榊野村、杉本村、東加塩村、東萩平村、万根村の12村が合併して東加茂郡野見村が誕生する[8]。これに伴い、篠戸村は野見村大字笹戸に変更される[4]。
- 1906年（明治39年）5月1日- 野見村、介木村、生駒村、築羽村が合併して旭村が誕生する[9]。これに伴い、野見村大字笹戸は旭村大字笹戸に変更される[4]。
- 1967年（昭和42年）4月1日- 旭村が町制を施行し旭町になる。これに伴い、住所表示が旭町大字笹戸に変更される[4]。
- 2005年（平成17年）4月1日- 旭町の豊田市への編入に伴い、住所表示が豊田市笹戸町に変更される。
  - このとき、大字笹戸の内、大字域の南東部にあたる字杤ケ久保（とちがくぼ）、字槙ケ平（まきがひら）、字向沢尻（むかいさわじり）が分離され、大字大坪（現大坪町）の区域に編入されている[10]。

## 世帯数と人口
2019年（令和元年）7月1日現在の世帯数と人口は以下の通りである。
| 町丁   | 世帯数 | 人口  |
| ------ | ------ | ----- |
| 笹戸町 | 43世帯 | 107人 |

### 人口の変遷
国勢調査による人口の推移
| 2005年（平成17年） | 144人 | [ 11 ] |  |
| 2010年（平成22年） | 137人 | [ 12 ] |  |
| 2015年（平成27年） | 128人 | [ 13 ] |  |

## 学区
市立小・中学校に通う場合、学区は以下の通りとなる。
| 番・番地等 | 小学校             | 中学校           |
| ---------- | ------------------ | ---------------- |
| 全域       | 豊田市立小渡小学校 | 豊田市立旭中学校 |

## 交通
バス
- とよたおいでんバス 【5】旭・豊田線
- 旭地域バス 笹戸浅谷線（曜日限定運行）

## 寺社
- 八幡神社

旧篠戸村村社。境内には農村舞台が残っている。
- 浄土真宗高田派徳林（とくりん）寺
- 臨済宗妙心寺派長寿（ちょうじゅ）院（廃寺）

## 埋設文化財

### 散布地
- 惣作（そうさく）遺跡[6]

縄文時代、時期不詳。

## その他

### 日本郵便
- 郵便番号 : 444-2826[2]（集配局：旭郵便局[15]）。